# Isoverwantschap
Isoverwantschap is een verzamelnaam voor verwantschappen van punten in het vlak van een gegeven driehoek ABC. Ze zijn gegeven door de in barycentrische coördinaten of trilineaire coördinaten gegeven involutie op punten buiten de zijden van ABC
{\displaystyle \tau :(x:y:z)\mapsto (lyz:myz:nxy)}
voor zekere verhouding l : m : n. Soms wordt de term reciproque verwantschap gebruikt.
Typische voorbeelden van isoverwantschappen zijn de isogonale verwantschap en de isotomische verwantschap.
Het is gebruikelijk om aan het tripel l : m : n een punt te koppelen, hier wordt door verschillende auteurs echter verschillend mee omgegaan.

## Dekpunten
De involutie τ heeft vier (mogelijk complexe) dekpunten
{\displaystyle \left({\sqrt {l}}:\pm {\sqrt {m}}:\pm {\sqrt {n}}\right)}.
Als l : m : n een punt in het inwendige van de gegeven driehoek is, dan zijn de vier punten reëel. Eén van de dekpunten ligt dan ook in het inwendige van ABC, de overige drie zijn van dit punt de anti-Ceva-driehoek.
Een meetkundige interpretatie van de isoverwantschap met deze dekpunten is dat een punt P afgebeeld wordt op het snijpunt P' van alle poollijnen ten opzichte van kegelsneden door de dekpunten.